# B7-1
B7-1 (synonym Lymphozyten-Aktivierungsantigen CD80) ist ein Oberflächenprotein aus der Immunglobulin-Superfamilie und als Kostimulator beteiligt an der Aktivierung von T-Zellen im Zuge der Immunantwort.

## Eigenschaften
B7-1 wird von aktivierten antigenpräsentierenden Zellen wie Makrophagen und dendritischen Zellen gebildet. Es bildet Homodimere. Die Aktivierung über einen Kostimulator liefert das notwendige zweite Aktivierungssignal für T-Zellen. B7-1 bindet – wie auch B7-2 – an CD28 (T-Zell-aktivierend), CTLA-4 (T-Zell-inaktivierend) oder PD-L1. B7-1 ist glykosyliert und phosphoryliert.
B7-1 ist der zelluläre Rezeptor der Adenoviren der Gruppe B.
Abatacept ist ein Fusionsprotein aus CTLA-4 und einem Fc-Fragment und bindet an B7-1. Es wird zur Behandlung von rheumatoider Arthritis untersucht.